# Postbursoplana reisingeri
Postbursoplana reisingeri är en plattmaskart som beskrevs av Ax 1955. Postbursoplana reisingeri ingår i släktet Postbursoplana och familjen Otoplanidae.
Artens utbredningsområde är Nordsjön. Inga underarter finns listade i Catalogue of Life.